# Ratnyčia (Fluss)
Die Ratnyčia (auch Ratnyčėlė) ist ein Fluss im Süden Litauens, in der Gemeinde Druskininkai. Ratnyčėlė ist ein rechter Nebenfluss des größten litauischen Flusses Memel. Die Ratnyčėlė ist 12,2 Kilometer lang. Sie fließt durch die Kurortstadt Druskininkai und durch den Ort Ratnyčia (jetzt ein Stadtteil). Unweit der Stadt Druskininkai gibt es einen Stausee.

## Nebenflüsse
- Rechte Nebenflüsse: Cimakinė – 6,6 km
- Linke Nebenflüsse: Ratnyčėlė – 4,7 km